# South African Airways
South African Airways (SAA) è la compagnia aerea di bandiera del Sudafrica, di proprietà statale. Con sede ad Airways Park presso l'aeroporto Internazionale O.R. Tambo di Johannesburg, la compagnia aerea gestisce una rete hub-and-spoke, che collega oltre 40 destinazioni locali e internazionali in Africa, Asia, Europa, Nord America, Sud America e Oceania. Il vettore è entrato a far parte di Star Alliance nell'aprile 2006, diventando così il primo vettore africano a firmare con una delle tre alleanze aeree.

## Storia
South African Airways è stata fondata nel 1934 dopo l'acquisizione di Union Airways da parte del governo sudafricano. La compagnia aerea era inizialmente supervisionata e controllata dalla South African Railways and Harbors Administration. Le sanzioni anti-apartheid dei paesi africani hanno privato la compagnia aerea di aeroporti di scalo durante l'apartheid, costringendola a bypassare il continente con aerei a lungo raggio. Durante questo periodo, era anche conosciuto con il nome afrikaans, Suid-Afrikaanse Lugdiens (SAL, lett. "Servizio aereo sudafricano"), che da allora è stato abbandonato. Nel 1997 SAA ha cambiato nome, immagine e livrea e ha introdotto servizi di biglietteria online. Nel 2006, SAA è stata scissa da Transnet, la società madre, per operare come compagnia aerea indipendente. Rimane una delle più grandi imprese statali del Sudafrica. SAA possiede Mango, una compagnia aerea nazionale a basso costo, e stabilisce altri collegamenti con Airlink e, in precedenza, con South African Express. È un membro della Star Alliance.

### Formazione e primi anni
South African Airways venne costituita il 1º febbraio 1934 in seguito all'acquisizione di Union Airways da parte del governo sudafricano. Quaranta membri dello staff, insieme a un de Havilland DH.60 Gypsy Moth, un de Havilland DH.80A Puss Moth, tre Junkers F.13s, uno Junkers F13 e alcuni Junkers A50, erano parte della compagnia. Dopo l'acquisizione, il governo cambiò il nome della compagnia in South African Airways. Successivamente passò sotto il controllo della South African Railways and Harbors Administration (ora Transnet). Le operazioni charter iniziarono quell'anno. Il 1º febbraio dell'anno successivo, il vettore acquisì Suidwes Lugdiens/South West Airways (ora Air Namibia), che dal 1932 forniva un servizio settimanale di posta aerea tra Windhoek e Kimberley. Durante questo periodo, il sudafricano ordinò tre Junkers Ju 52/3m, che furono consegnati nell'ottobre 1934 ed entrarono in servizio 10 giorni dopo. Questi aerei erano configurati per trasportare 14 passeggeri, insieme a quattro membri dell'equipaggio. Permisero il lancio di servizi trisettimanali tra Durban e Johannesburg, e servizi settimanali sulla rotta Durban-East London-Port Elizabeth-Mossel Bay-Città del Capo. Il 1º luglio 1935, SAA trasferì le sue operazioni all'aeroporto di Rand quando divenne sempre più ovvio che Johannesburg sarebbe diventato l'hub aereo del paese, il che coincise con il lancio del servizio Rand-Durban-East London-Port Elizabeth-Città del Capo. Dal luglio dell'anno successivo iniziò un servizio settimanale Rand-Kimberley-Beaufort West-Città del Capo; nell'aprile 1936, tutti i servizi Rand-Cape Town furono rilevati da Imperial Airways.  Un quarto Ju 52/3m si aggiunse presto alla flotta.
Furono piazzati ordini per altri dieci aerei Ju 52/3m, insieme a diciotto Junkers Ju 86 e sette Airspeed Envoys (quattro per la compagnia aerea e tre per la South African Air Force). Ciò portò il numero di Ju 52 a quattordici, sebbene tre modelli più vecchi fossero stati venduti quando erano iniziate le consegne dei nuovi esemplari. La compagnia aerea subì una rapida espansione durante questo periodo, ma anche il suo primo incidente; uno dei Ju 52 appena consegnati si schiantò dopo il decollo dall'aeroporto di Rand nel luglio 1937, provocando una vittima. Dal 1º febbraio 1934 fino all'inizio della seconda guerra mondiale, SAA trasportò 118.822 passeggeri, 3.278 tonnellate di posta aerea e 248 tonnellate di merci, servite da 418 dipendenti. Il 24 maggio 1940 tutte le operazioni furono sospese.
Dopo la guerra, le frequenze aumentarono e furono aperte più rotte, il che rese necessaria la conversione di tre aerei dell'aeronautica sudafricana al layout passeggeri. Questi velivoli si sarebbero rivelati inadatti ai servizi passeggeri e merci e furono restituiti alla SAAF dopo l'arrivo dei Junkers Ju 86. [Chiarimento necessario] L'aereo principale della SAA negli anni trenta era il Junkers Ju 52. Altri tipi utilizzati in quegli anni includevano diciotto Junkers Ju 86, che servirono dal 1937 in poi.
La lenta crescita continuò durante gli anni '40, sebbene la compagnia aerea fosse stata effettivamente chiusa per tutta la durata della seconda guerra mondiale. Nel 1944 SAA iniziò a operare 28 Lockheed Lodestar per riavviare i servizi domestici e nel 1948 SAA operava con diciannove esemplari. Questi furono ritirati nel 1955.
Il 10 novembre 1945, SAA raggiunse un obiettivo aziendale di lunga data operando una rotta verso l'Europa quando un Avro York atterrò a Bournemouth, in Inghilterra, dopo un lungo volo dall'aeroporto Palmietfontein vicino a Johannesburg. Questi furono sostituiti dai Douglas DC-4 dal 1946 in poi, che a loro volta furono sostituii dai Lockheed Constellation sulle rotte internazionali nel 1950. Degni di nota nel dopoguerra furono anche i C-47 Dakota; l'ultimo esempio venne ritirato nel 1970.

### Crescita: 1946-1952

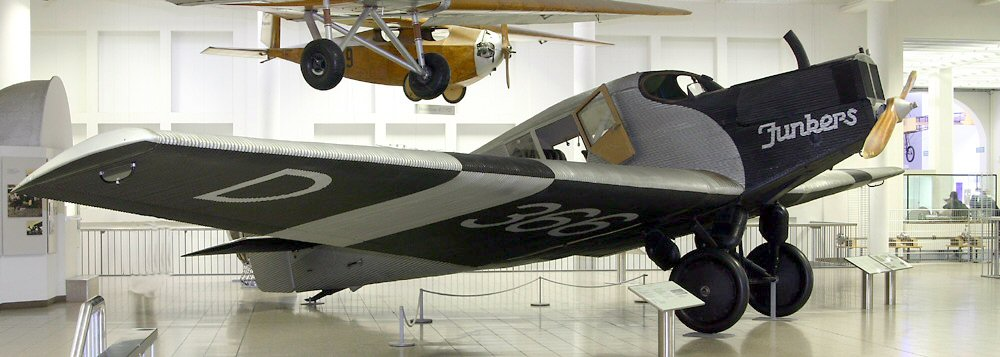
SAA iniziò le operazioni con alcuni Junkers F 13 provenienti dalla Union Airways, simili a quello visto qui in foto.

Il 10 novembre 1945, la compagnia aerea introdusse il suo primo servizio intercontinentale, lo Springbok Service della durata di tre giorni, operato da un Avro York sulla rotta Palmietfontein-Nairobi-Khartoum-Cairo-Ben Gascir-Bournemouth. Inizialmente veniva era settimanale, poi aumentò fino a 6 volte a settimana a causa dell'elevata domanda. Il Douglas C-54 Skymaster debuttò con SAA nel maggio 1946 tra Johannesburg e Cape Town, che coincise con l'introduzione del Douglas DC-3 sulla rotta Johannesburg-Durban.
Dal 1946, i passeggeri e le merci trasportate aumentarono, insieme alle dimensioni della flotta e del personale di SAA. Quando arrivarono gli Skymaster, vennero ritirati gli Avro York e restituiti a BOAC. Nel settembre 1946 vennero introdotte le hostess, inizialmente sulle rotte nazionali, poi sugli Springbok Service. Due de Havilland Dove furono introdotti alla fine dell'anno; questi velivoli vennero utilizzati per servizi interni per un breve periodo e furono venduti nel giro di pochi anni.
L'aeroporto di Palmietfontein sostituì l'aeroporto di Rand come hub di SAA nel 1948. Nel giugno 1948, SAA iniziò a mostrare film a bordo dei suoi Skymaster. SAA ricevette quattro Lockheed Constellation, il suo primo aereo pressurizzato, nell'agosto 1950. Venivano utilizzati per i servizi di linea per l'aeroporto Heathrow di Londra. Inizialmente, la rotta da Johannesburg faceva scalo a Nairobi, Khartoum e Roma. La maggiore velocità e la maggiore autonomia del Constellation consentirono meno fermate e ridussero notevolmente il tempo di volo.

### L'era dei jet: 1953-1973

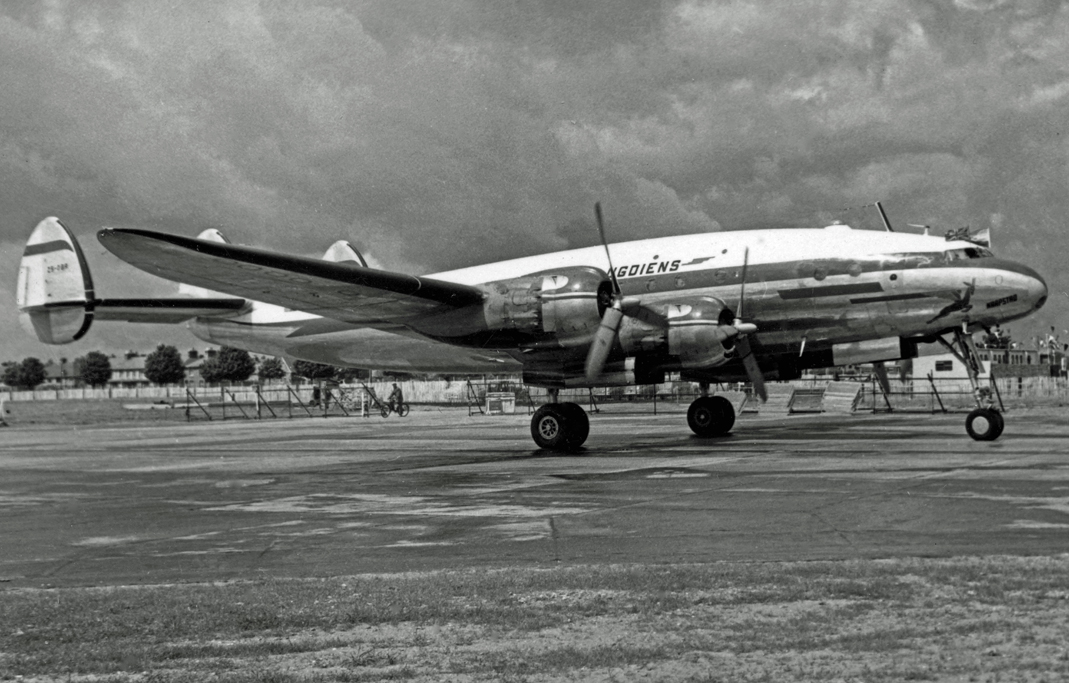
Un Lockheed Constellation a Londra nel 1953.

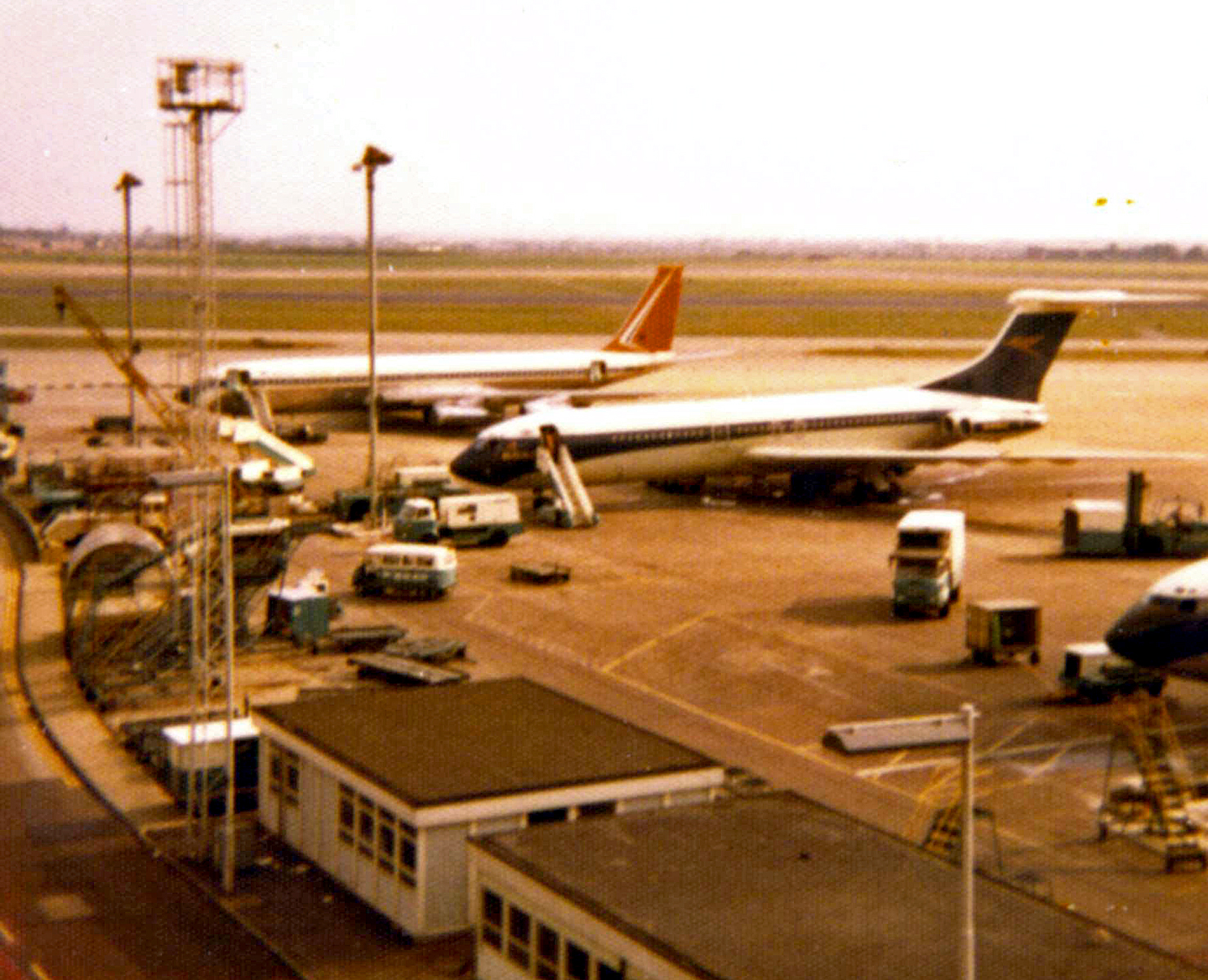
Sullo sfondo, un Boeing 707 della SAA a Londra nel 1977.

L'era del jet arrivò in Sudafrica il 3 maggio 1952 quando un de Havilland Comet della BOAC arrivò a Palmietfontein dopo un viaggio di 24 ore dall'Inghilterra con cinque scali di rifornimento lungo il percorso. SAA prese in leasing due di questi aerei dalla compagnia aerea britannica. I due velivoli sfoggiavano entrambi i titoli e i loghi BOAC e SAA, ma erano gestiti da equipaggi della South African.
Nel 1956 la South African Airways introdusse il Douglas DC-7B, capace di operazioni a lungo raggio e probabilmente l'aereo di linea con motore a pistoni più veloce del mondo. SAA sfruttò le sue prestazioni introducendolo sulla Johannesburg-Londra con un solo scalo a Khartoum. Questo era noto come l'East Coast Express, che impiegava 21 ore per essere completato, contro le 24 dei Comet. Questo in seguito divenne il West Coast Express quando la sosta tecnica a Khartoum fu trasferita a Kano, in Nigeria, con una durata ridotta a sole 18 ore. Il servizio Johannesburg-Mauritius-Isole Cocos-Perth iniziò nel novembre 1957.
Dopo una serie di incidenti che coinvolsero i Comet di SAA e di altre compagnie aeree, la compagnia ordinò tre Boeing 707-320 il 21 febbraio 1958, con il primo consegnato il 1º luglio 1960. Tre mesi dopo l'arrivo, il 1º ottobre 1960, il Boeing 707 fu schierato sullo Springbok Service della compagnia aerea, riducendo il tempo di volo a 13 ore. Altre modifiche apportate con l'arrivo dei 707 furono un cambio di livrea, con una coda arancione con segni blu e bianchi, così come un miglior comfort, autonomia e velocità. Un 707 sostituì il DC-7B sulla rotta verso Perth nel 1967; le Isole Cocos furono abbandonate, mentre Sydney divenne il capolinea. I voli per New York, via Rio de Janeiro, iniziarono il 23 febbraio 1969 utilizzando un 707.
I jet arrivarono in un periodo in cui la maggior parte dei paesi africani aveva negato alle compagnie aeree sudafricane l'uso del proprio spazio aereo, rendendo necessarie lunghe deviazioni. Nel 1967, gli Skymaster, i Constellation e i DC-7B vennero ritirati, sostituiti dai Boeing 727. La scelta del 727 era basata sulla geografia delle destinazioni verso le quali avrebbe volato; per esempio Johannesburg si trova a 1 694 metri (5 558 ft) di altitudine e in un ambiente caldo, dove le ali e le altre capacità tecniche del 727 gli consentivano di operare.

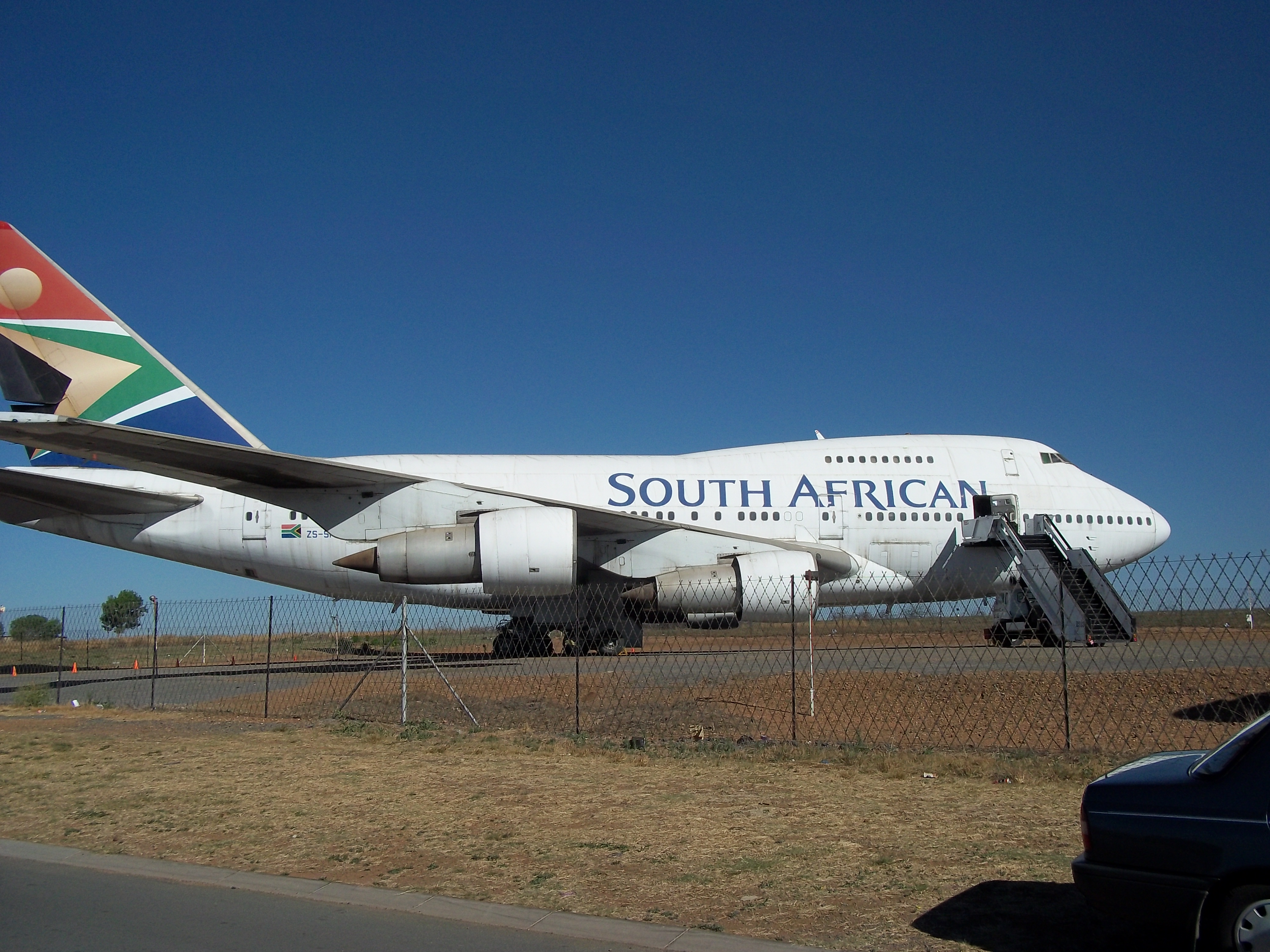
Uno dei Boeing 747SP della compagnia donato al museo dell'aeroporto di Rand.

Il 13 marzo 1968, SAA ordinò cinque Boeing 747-200B. Il primo, Lebombo (registrato ZS-SAN), fu consegnato il 22 ottobre 1971 dopo un volo con 3 scali da Seattle. Venne messo in servizio a dicembre e si rivelò molto popolare. SAA alla fine operò 23 "Jumbo Jet", tra cui il -200M (consegnato per la prima volta nel 1980), il -300 (1983), il -400 e il Boeing 747SP. Il 747SP, in particolare, era stato acquisito per superare il rifiuto di molti paesi di consentire alla SAA di utilizzare il proprio spazio aereo sfruttando le sue capacità a lungo raggio, nonché per servire rotte a bassa densità che non erano adatte al 747-200. Sei furono consegnati a partire dal 19 marzo 1976. Per dimostrare le prestazioni del 747SP, uno venne consegnato da Seattle a Città del Capo senza scali, un record che è rimasto fino al 1989. Il primo 747SP arrivò in Sudafrica il 19 marzo 1976. Quando il 747 entrò in servizio, i suoi fratelli più piccoli, i 707, furono convertiti in configurazioni combi (passeggeri/merci) e ad alta densità. Tutti i Vickers Viscount furono venduti nel marzo 1972 dopo essere stati sostituiti dai Boeing 737.

### Espansione: 1974-1983

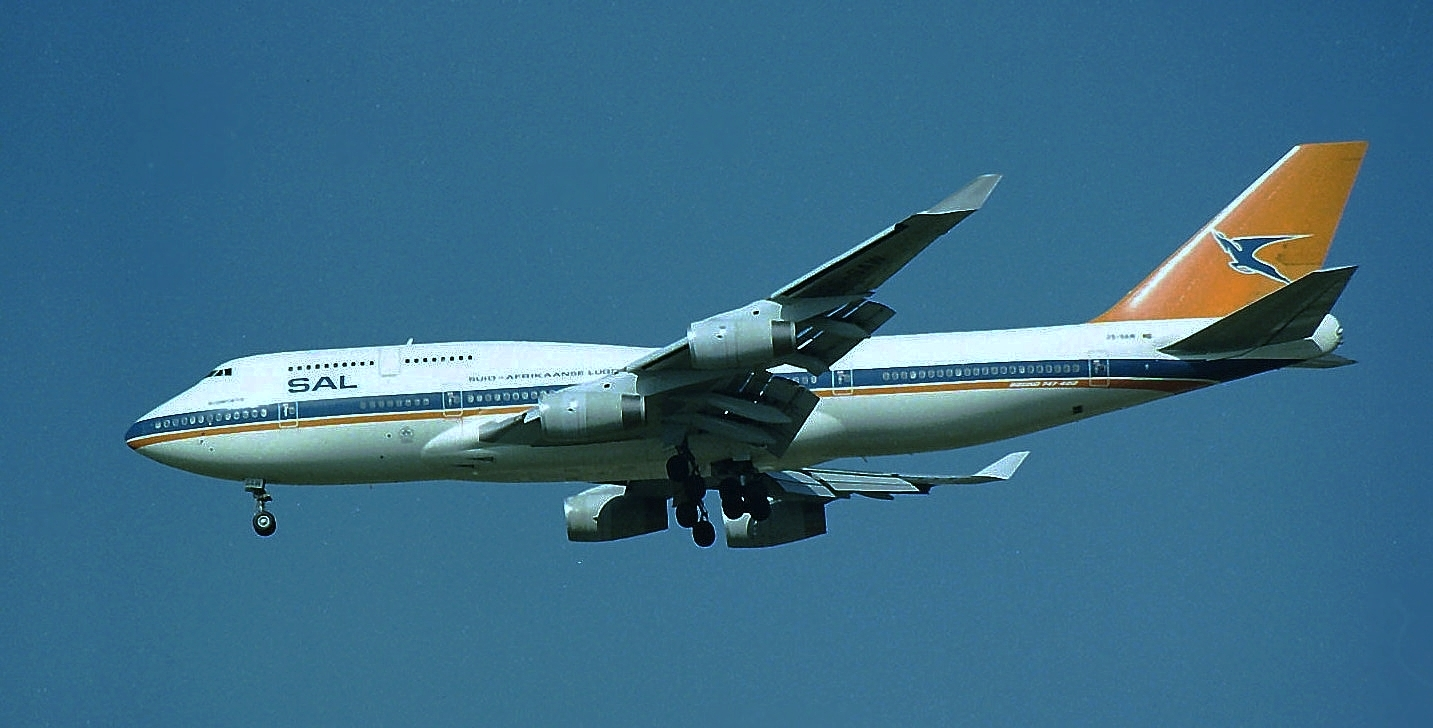
Un Boeing 747-400.

SAA aprì una rotta verso Hong Kong con uno scalo intermedio alle Seychelles nel giugno 1974. Nel 1980, SAA iniziò i voli per Taipei utilizzando i Boeing 747SP; le Mauritius sostituirono poi le Seychelles per il servizio verso Hong Kong. Il Sudafrica divenne uno dei pochi paesi al mondo a riconoscere il governo della Repubblica di Cina (Taiwan).
Poiché alcuni paesi africani negavano a SAA l'uso del loro spazio aereo, la compagnia aggirava il "rigonfiamento" dell'Africa, di solito attraverso l'Ilha do Sal, una deviazione di quasi 3.000 chilometri. Un altro bypass era via Tel Aviv, che però raddoppiava la distanza e il tempo di volo. Le compagnie aeree europee erano autorizzate a sorvolare l'Africa quando volavano verso il Sudafrica, di solito via Nairobi e successivamente senza scalo.
Il 26 dicembre 1980, l'ultimo servizio di un Boeing 707 della South African Airways fu operato tra Parigi e Johannesburg. Il suo atterraggio pose fine alla carriera ventennale del 707. Il quadjet fu sostituito dal primo bimotore wide-body al mondo, l'Airbus A300, entrato in servizio nel 1976. I 727 furono dismessi nel 1983, sostituiti dal più economico Boeing 737.

### Effetti dell'apartheid: 1985-1996
A causa dell'opposizione internazionale all'apartheid negli anni '80, gli uffici della società furono attaccati. Ad Harare, nello Zimbabwe, i suoi uffici vennero gravemente danneggiati dopo che i manifestanti erano andati su tutte le furie.
Il Comprehensive Anti-Apartheid Act del 1986 vietò tutti i voli dei vettori di proprietà sudafricana, inclusa la SAA. Nel 1987, i servizi della SAA a Perth e Sydney in Australia terminarono, alla luce dell'opposizione del governo australiano all'apartheid. Nel 1989 fu avviata l'attività di Skybird, un'aerolinea charter operante un solo Boeing 707, costituita al 50% con Safair.
La South African Airways Museum Society aprì le sue porte al pubblico all'aeroporto Internazionale Jan Smuts (ribattezzato Aeroporto Internazionale OR Tambo nel 2006). L'organizzazione era formata da dipendenti della South African Airways e da soggetti esterni con la missione di preservare la storia dell'aviazione sudafricana, in particolare della stessa SAA. Con sede al Transvaal Aviation Club, Rand Airport, Germiston, fu fondata dopo il restauro degli Junkers Ju 52/3m. Da allora, molti aerei si sono uniti alla collezione della SAA Museum Society.
Con la fine dell'apartheid nel 1990, SAA avviò servizi verso ex e nuove destinazioni in Africa e in Asia. Il 1º giugno 1990 le società sudafricane firmarono una legge sulla deregolamentazione dei viaggi aerei interni. I voli per l'aeroporto internazionale JFK di New York City ripresero nel novembre 1991 e gli aerei della SAA furono in grado di volare per la prima volta su Egitto e Sudan, l'8 settembre. La compagnia lanciò voli per Milano e Atene nello stesso anno. Inoltre, vennero raggiunti accordi di code share con Aeroflot.
Il primo degli otto Boeing 747-400 della SAA, denominato Durban, arrivò in Sudafrica il 19 gennaio 1991. L'ordine della compagnia aerea era insolito in quanto comprendeva due diversi motori turbofan: sei esemplari con motori Rolls-Royce RB211-524H e due con i General Electric CF6-80C2B5F. Le winglet, i cambiamenti strutturali e i motori a basso consumo di carburante consentivano a questi velivoli di volare senza scalo dal Sudafrica alla costa orientale degli Stati Uniti. L'arrivo del più recente jumbo jet della Boeing mise forse in ombra l'acquisizione da parte di SAA del primo aereo di linea commerciale fly-by-wire al mondo, l'Airbus A320, per assistere e migliorare i servizi all'interno del paese e sui servizi regionali. I Boeing 767 arrivarono nell'agosto 1993 e venivano utilizzati su rotte africane, dell'Europa meridionale e del Medio Oriente. Vennero ritirati entro dieci anni dalla loro consegna.
Durante il 1992, SAA iniziò i voli per Miami con uno scalo a Città del Capo. Quell'anno vide anche accordi di code-sharing con American Airlines e Air Tanzania. C'erano anche voli diretti per Bangkok e Singapore. La compagnia Alliance, una partnership tra SAA, Uganda Airlines e Air Tanzania, iniziò le operazioni lo stesso anno. SAA salutava i suoi passeggeri in quattro lingue diverse durante i voli nazionali: inglese, zulu, afrikaans e sotho, mentre i passeggeri dei voli internazionali erano accolti anche nella lingua della destinazione. Nel 1993 fu acquisita una quota di controllo maggioritaria dell'aerolinea regionale Airlink.
Il 24 aprile 1994 iniziò a operare South African Express ("SA Express" dal 2009), una sussidiaria regionale, dopo un processo di preparazione di tre anni iniziato nel 1991, quando la compagnia aerea ottenne la licenza di esercizio. SAA inizialmente deteneva una partecipazione del 20% in SA Express (Alliance Airline Holdings deteneva il 51%, SA Enterprises, 24,9% e Abyss Investments, 4,1%). SA Express rilevò alcune delle rotte nazionali a bassa densità della compagnia madre.
Nel 1995, Lufthansa avviò un accordo di code sharing con SAA, e questa incaricò Diefenbach Elkins e Herdbuoys di guidare il suo cambio di immagine. I club frequent flyer Voyager di SAA e AAdvantage di American Airlines si unirono.
Nell'aprile 1996, South African impiegava 11.100 persone, di cui 3.100 ingegneri. Possedeva e operava 48 aeromobili e serviva 34 destinazioni dai suoi hub di Cape Town, Durban e Johannesburg.

### Rebranding: 1997-2005

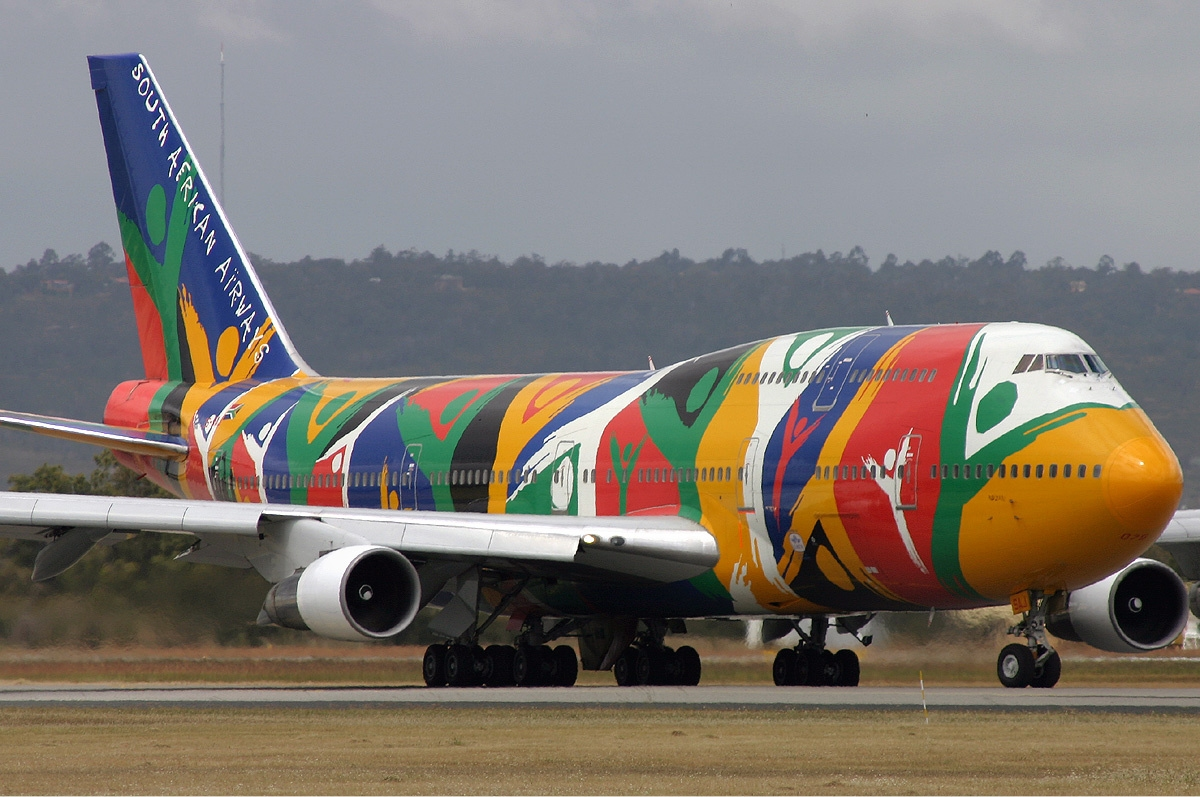
Boeing 747 negli incredibili colori Ndizani a Perth nel 2003.

Nel 1997, SAA sostituì l'emblema Springbok e i vecchi colori nazionali arancione, bianco e blu con una nuova livrea basata sulla nuova bandiera nazionale, con un motivo del sole. Il nome della compagnia aerea sugli aerei venne cambiato da "Suid-Afrikaanse Lugdiens" a "South African". Come simbolo della nuova nazione arcobaleno, uno dei 747-300 di SAA, chiamato Ndizani (registrazione ZS-SAJ), fu dipinto con colori vivaci. Questo 747-300 trasportò gli atleti sudafricani alle Olimpiadi estive del 1996 ad Atlanta. La compagnia aerea avviò la vendita di biglietti online e formò un'alleanza con SA Airlink e SA Express.
Nel 1998, i servizi per l'aeroporto di Copenaghen furono interrotti. Venne nominato un nuovo presidente e CEO della compagnia aerea, Coleman Andrews. L'arrivo dell'americano vide una revisione completa e controversa della compagnia aerea, cambiando la gestione di SAA. Il signor Andrews era stato assunto da Transnet, la società madre di proprietà statale, per porre rimedio ai problemi del calo dei passeggeri, che la ricerca di mercato di Transnet aveva rivelato essere causato da "mancato rispetto degli orari, personale scortese e poco addestrato, cibo scadente e tariffe 12-25% in più rispetto ai suoi concorrenti". Era stato in precedenza accreditato di aver salvato World Airways dall'orlo del fallimento all'inizio del decennio. Durante i suoi primi 18 mesi come CEO, il valore di mercato di South African Airways si quintuplicò.
Nel giugno 1999, Transnet stipulò un accordo di vendita con Swissair in cui Transnet vendeva il 20% della sua partecipazione in SAA a Swissair per 1,4 miliardi di rand e includeva anche un'opzione per vendere e trasferire un ulteriore 10% a Swissair aumentando così la sua partecipazione a 30%. Nel 2002, il governo sudafricano riacquisì le azioni.

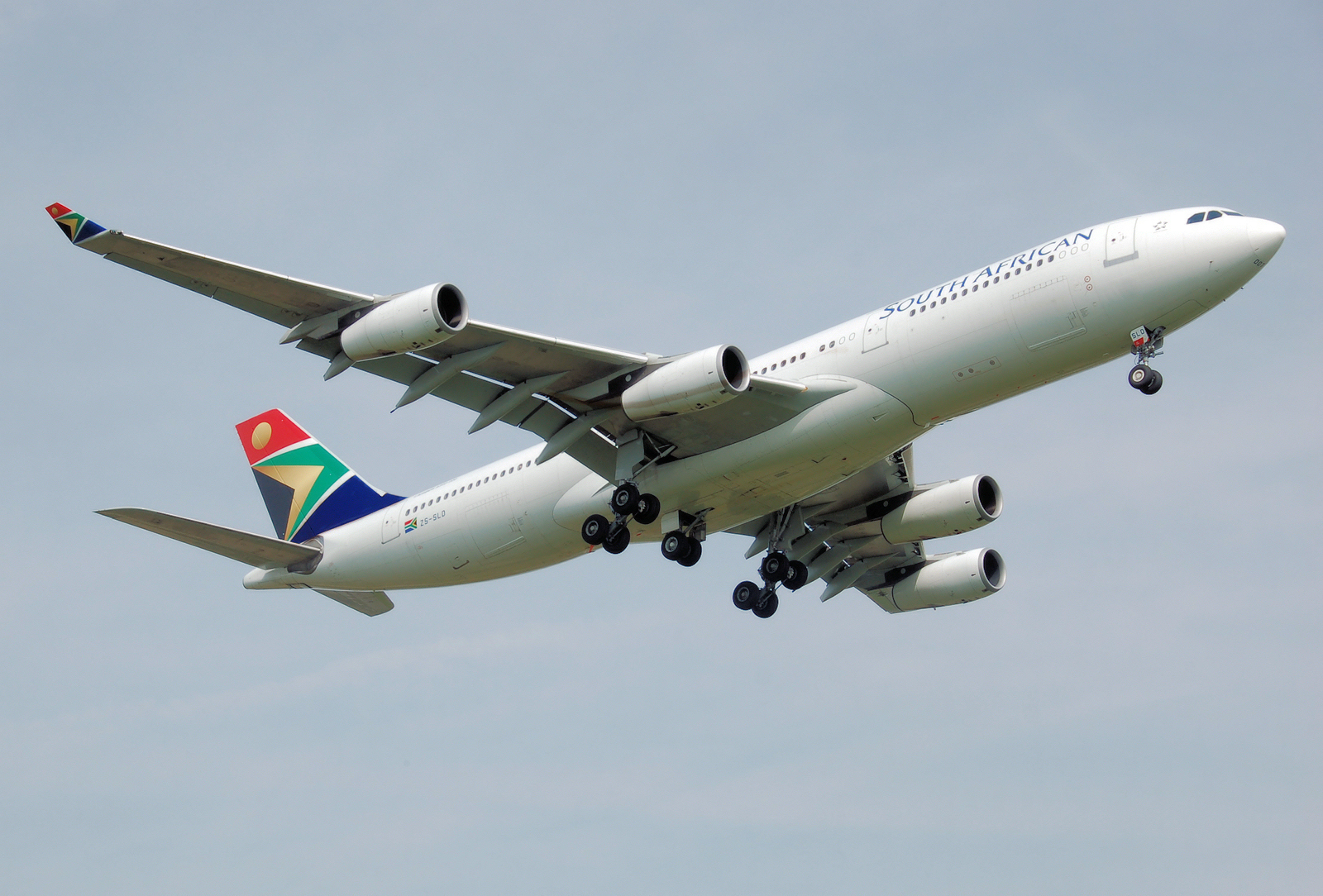
Un Airbus A340-200 a Londra nel 2010.

Nel 2000, SAA ordinò 21 Boeing 737-800, per un valore di 680 milioni di dollari. Cinque esemplari con i motori CFM 56-7B27 erano stati richiesti a titolo definitivo da Boeing, il resto da altre parti. I 737 dovevano essere impiegati su rotte a corto raggio, in sostituzione degli Airbus A300 e A320.
L'ordine 737 venne seguito da un ordine anche ad Airbus nel 2002. Sotto l'amministratore delegato Andre Viljoen, South African Airways chiese ad Airbus di revisionare la sua flotta a un costo di 3,5 miliardi di dollari nel marzo 2002, approfittando di un crollo del portafoglio ordini sia di Boeing che di Airbus. L'ordine copriva 11 A319, 15 A320, nove A340-600 e sei A340-300. Tre degli A340-600 provenivano dalla International Lease Finance Corporation (ILFC). I nuovi Airbus A319 sostituirono la vecchia flotta di Boeing 737-200, ma i 737-800 continuavano a essere in servizio, perché SAA aveva annullato l'ordine degli A320.
Nello stesso anno, South African Airways fece un'offerta per una partecipazione del 49% in Air Tanzania. La mossa evidenziò il desiderio di SAA di prendere piede nell'Africa orientale. L'offerta valeva 20 milioni di dollari e rappresentava la prima acquisizione da parte di SAA di una compagnia aerea straniera. La fusione fallì nel 2006, quando la nuova direzione della SAA ritenne che l'accordo si sarebbe rivelato infruttuoso.
Nel 2001, South African Airways vinse il premio Best Cargo Airline to Africa da Air Cargo News e SAA firmò un accordo di code sharing con Nigeria Airways per fornire servizi dagli Stati Uniti a Lagos utilizzando i 747 della South African Airways (questo accordo di code-share non è più in vigore ei voli di SAA da e per gli Stati Uniti non fanno più scalo in Nigeria). La compagnia aerea si guadagnò un posto nella lista delle prime dieci compagnie aeree internazionali di Zagat Survey, aprì un nuovo sito web e nominò Andre Viljoen come amministratore delegato (CEO).
Nel marzo 2004, South African Airways annunciò la sua domanda di adesione a Star Alliance. L'alleanza accettò la sua domanda a giugno, con l'adesione di SAA come membro a pieno titolo nell'aprile 2006.
Nel luglio 2004, Andre Viljoen rassegnò le dimissioni da CEO di SAA. Nell'agosto 2004, Khaya Ngqula venne nominata CEO di SAA. Nello stesso mese venne nominato un nuovo presidente, il professor Jakes Gerwel.
Nel 2005, divenne la prima compagnia aerea non saudita a effettuare un servizio Hajj diretto a Medina in Arabia Saudita.
Nel luglio 2005, SAA avviò un servizio quadri-settimanale Johannesburg-Accra-Washington con un Boeing 747-400. Il servizio divenne poi giornaliero nel luglio 2006 e il 747-400 fu sostituito da un Airbus A340-600. Poiché SAA non poteva ottenere i diritti per far volare i passeggeri tra il Ghana e gli Stati Uniti, Dakar sostituì Accra come scalo intermedio. Nel 2010, SAA ritirò l'ultimo 747-400 dalla sua flotta.
Il 6 giugno 2006, l'accordo di code-share tra South African Airways e Delta Air Lines venne risolto a causa dell'adesione delle compagnie aeree ad alleanze rivali (Star Alliance e SkyTeam rispettivamente).

### Ristrutturazione e Star Alliance: 2006-2011

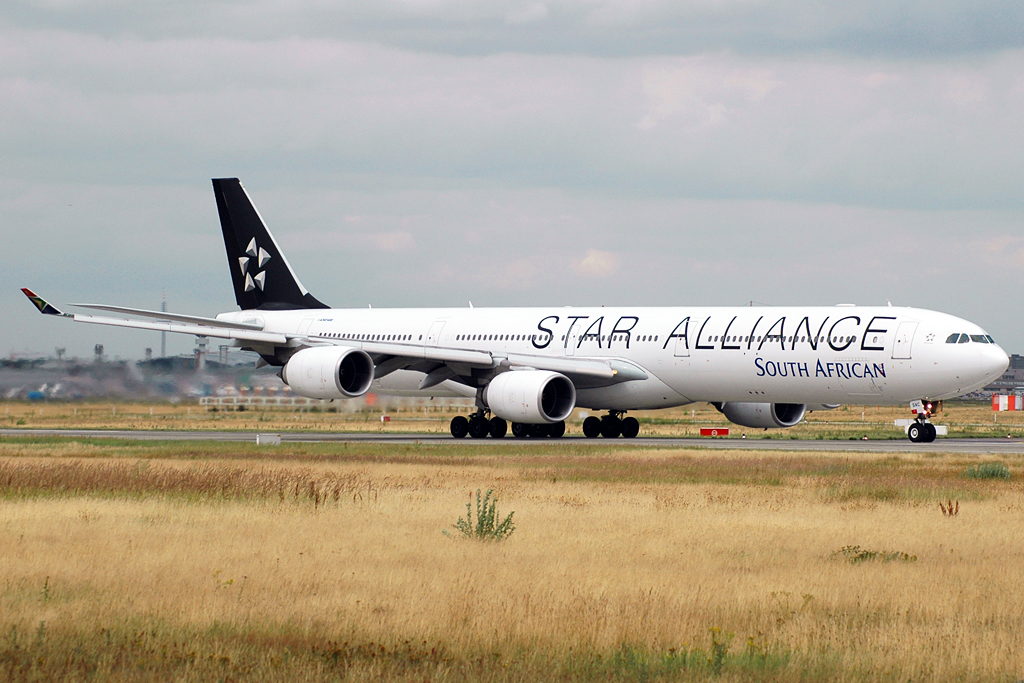
Airbus A340-600 nella livrea della Star Alliance.

I piani del governo sudafricano prevedevano la separazione di South African Airways e della sua società madre Transnet. Il termine venne spostato dal 2005 al 31 marzo 2006.
SAA entrò a far parte di Star Alliance il 10 aprile 2006, diventando la prima compagnia aerea africana ad aderire all'alleanza. Per celebrare l'occasione, e come condizione per l'ingresso, un Airbus A340-600 (registrazione ZS-SNC) e un Boeing 737-800 (registrazione ZS-SJV) vennero ridipinti nella livrea Star Alliance. South African Airways dovette soddisfare 53 requisiti durante il processo di adesione. Nel novembre 2006 fu avviata l'attività di Mango, una sussidiaria low-cost dotata solamente di Boeing 737, che avrebbe dovuto affiancare la capofila sulle rotte meno impegnative e redditizie.
Nel maggio 2007, SAA lanciò un programma di ristrutturazione globale di 18 mesi che mirava a rendere redditizia la compagnia aerea. Secondo l'allora amministratore delegato Khaya Ngqula, ciò era avvenuto in gran parte dopo "l'amministrazione non competitiva e i costi di locazione degli aerei, l'eccessivo numero di persone e la volatilità del prezzo del carburante". Il programma prevedeva: lo spin-off delle imprese in sette sussidiarie, consentendo così a SAA di concentrarsi sul suo core business di trasporto passeggeri e merci; mettere a terra la flotta Boeing 747-400, razionalizzare le rotte internazionali (Parigi è stata abbandonata del tutto); la riduzione del 30% dei dirigenti della compagnia aerea. Questo avrebbe dovuto far risparmiare alla compagnia aerea 2,7 miliardi di rand (378,2 milioni di dollari). Nel giugno 2009 erano stati risparmiati 2,5 miliardi di rand.
Due 747-400 in storage vennero riattivati nel 2008 per i voli verso Lagos e nel 2010 anche per Luanda.
Il 20 giugno 2008, l'Association of Tennis Professionals (ATP) ha accettato di estendere la sponsorizzazione dell'organizzazione da parte di South African Airways per altri 3 anni e mezzo. Questa estensione è riuscita a due anni di cooperazione che "avevano visto fiorire una partnership di successo tra SAA e ATP". L'accordo, del valore di 20 milioni di dollari, è durato fino alla fine del 2012. Lo stesso giorno è stato annunciato che un nuovo torneo ATP World Tour si sarebbe tenuto in Sudafrica nel 2009. Nel 2010, la società ha cercato di recuperare 4 milioni di dollari dall'allora CEO Khaya Ngqula, per aver presumibilmente speso i soldi per i suoi amici e aggiudicato accordi commerciali con organizzazioni e individui in cui aveva un interesse. Tra loro c'erano ATP e il golfista professionista Ángel Cabrera.
Nel febbraio 2010, la compagnia aerea ha nominato Siza Mzimela come primo CEO donna. Ha sostituito Khaya Ngqula, accusata di cattiva gestione. Mzimela era stata in precedenza CEO della compagnia aerea partner nazionale di SAA, South African Express (SA Express). Il 1º aprile 2010 ha assunto la carica di Chris Smyth, CEO ad interim da quando Khaya Ngqula aveva lasciato nel marzo 2009.
Alla fine del 2010, SAA ha ritirato definitivamente i due Boeing 747-400, che erano stati temporaneamente reintrodotti alla fine del 2008. Questo avrebbe dovuto far risparmiare 60 milioni di dollari durante l'anno fiscale terminato a marzo 2009. Gli Airbus A340-600 di SAA hanno interamente sostituito gli ormai vecchi 747.

### Difficoltà finanziarie e bancarotta: 2012-2020

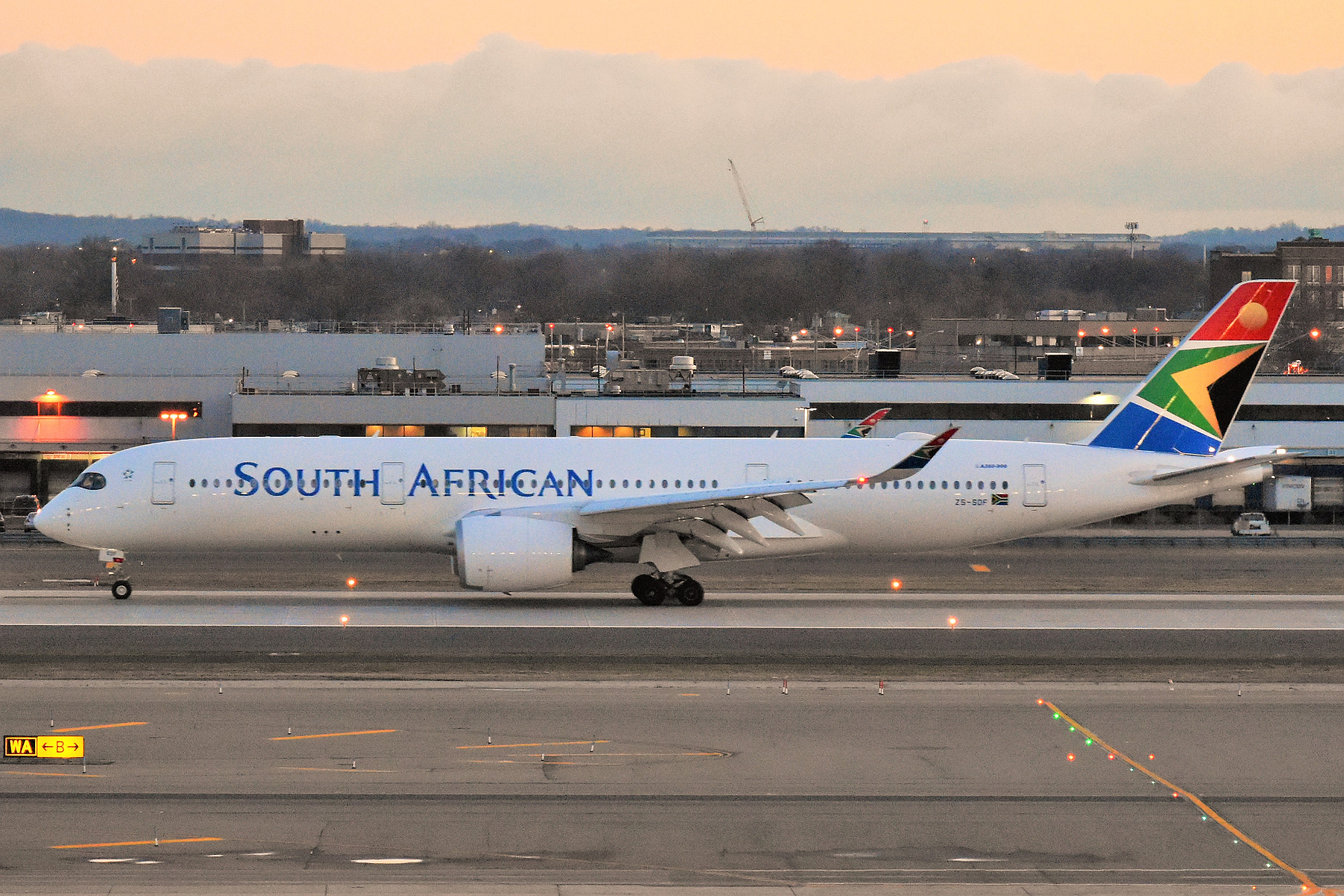
Un Airbus A350-900 visto a New York.

Il 24 febbraio 2012 il nuovo Airbus A320-200 di SAA, registrazione ZS-SZZ, ha effettuato il suo primo volo tra Johannesburg e Durban. A dicembre 2016 la flotta contava dodici A320. Il 16 agosto 2012, SAA ha concluso la sua rotta ventennale Città del Capo-Londra, a causa del calo del numero di passeggeri e dell'aumento delle tasse aeroportuali.
SAA ha iniziato i voli per Pechino, Cina, il 31 gennaio 2012. I voli per Buenos Aires sono terminati nel 2013 e nel gennaio 2015 SAA ha annunciato l'intenzione di terminare i suoi servizi non-stop per Pechino e Mumbai. I servizi per la Cina sono stati sostituiti da Air China, partner di Star Alliance, con un volo per Pechino. Nel giugno 2015, il CEO ha dichiarato che Hong Kong, Monaco, Francoforte e Perth erano le uniche rotte redditizie a lungo raggio; tutte le altre rappresentavano solo perdite.
Nel settembre 2017, SAA ha iniziato a ridurre la sua flotta e prevedeva di tagliare il 23% dei suoi voli. Standard Chartered Bank è stata la prima banca nel giugno 2017 a richiedere indietro i prestiti. Il governo sudafricano ha fornito R2,2 miliardi per saldare il debito. Citibank è stata la seconda banca a rifiutare la proroga del prestito. Il tesoro sudafricano ha chiesto alla Public Investment Corporation, che controlla i fondi pensione governativi, 100 miliardi di rand per aiutare il salvataggio di imprese di proprietà statale, incluso SAA.
Il 5 dicembre 2019, il governo del Sudafrica ha annunciato che SAA sarebbe entrata in una protezione contro i fallimenti, poiché la compagnia aerea non aveva realizzato profitti dal 2011 ed era rimasta senza soldi. Nel gennaio 2020, South African Airways ha annunciato che avrebbe sospeso diverse rotte, ad esempio Monaco, per ridurre la sua lotta finanziaria. Nel febbraio 2020, la compagnia aerea ha introdotto il suo primo di quattro Airbus A350-900 appena noleggiati nel tentativo di modernizzare la sua flotta a lungo raggio.
Il 5 dicembre 2019, SAA è stata posta in salvataggio aziendale. Entro la fine di febbraio 2020 era previsto un Business Recovery Plan, prorogato e poi rinviato.
Nell'aprile 2020, a seguito di una richiesta di ulteriori finanziamenti di emergenza a causa della pandemia di COVID-19, il governo sudafricano ha annunciato che avrebbe interrotto il finanziamento alla compagnia aerea con effetto immediato. La compagnia aerea ha quindi annunciato l'intenzione di licenziare tutto il personale rimanente entro la fine del mese, suscitando timori che l'azienda fosse sull'orlo della liquidazione.
Il 1º maggio 2020, tutti i membri del personale della SAA erano in aspettativa non retribuita. I rendiconti finanziari non certificati presentati in un progetto di relazione mostravano che SAA aveva registrato perdite per quasi 16 miliardi di rand negli ultimi 3 anni. La compagnia aveva ricevuto 50 miliardi di rand di assistenza governativa tra il 2004 e il 2020.
Il 2 maggio 2020, il governo del Sudafrica ha annunciato che la South African Airways avrebbe cessato le operazioni dopo 86 anni di servizio e che sarebbe stata creata una nuova compagnia per il Sudafrica dalle ceneri della precedente. Il processo di liquidazione sarebbe dovuto iniziare l'8 maggio, tuttavia, una battaglia legale tra i liquidatori e la forza lavoro ha ritardato indefinitamente il procedimento. A luglio, i creditori hanno votato per accettare il piano di ristrutturazione che avrebbe consentito alla compagnia aerea di evitare la liquidazione. Una rete nazionale completa doveva essere ripristinata entro dicembre 2020.
Il 21 agosto 2020, il Department of Public Enterprises (DPE) ha nominato la Rand Merchant Bank per aiutare nelle negoziazioni con entità private interessate ad acquistare nel vettore nazionale insolvente del paese, che aveva bisogno di almeno 10 miliardi di rand (quasi 700 milioni di dollari) per riprendere le operazioni. Il 30 settembre, la compagnia aerea ha annunciato che avrebbe sospeso tutte le operazioni fino a quando non fosse stato concordato un finanziamento.
Nell'ottobre 2020, il governo sudafricano ha dichiarato che stava cercando partner nei suoi sforzi per salvare la compagnia aerea. Il 28 ottobre 2020, il governo ha salvato SAA con 10,5 miliardi di rand al fine di attuare la strategia di inversione di tendenza. Durante il 2020, la compagnia aerea ha restituito 4 Airbus A319, tutti e 10 gli A320, 6 A330-200, 4 A330-300, 3 A340-300, 3 A340-600 e tutti e 4 i nuovi A350-900 ai rispettivi locatori. Entrambi i Boeing 737 versione cargo hanno lasciato la flotta all'inizio del 2020, ponendo fine a una lunga storia di operazioni cargo dedicate della compagnia aerea.

### Rilancio: 2021-presente
Nel giugno 2021, il governo sudafricano ha ceduto la sua partecipazione di controllo nella compagnia aerea. Dopo lunghi colloqui con potenziali investitori è stato selezionato il Consorzio Takatso, che deterrà il 51% delle azioni, mentre il governo manterrà una quota del 49%. Il consorzio coinvolge Harith General Partners e Global Airways. Harith General Partners è presieduto dall'ex viceministro delle finanze del Sudafrica, Jabulani Moleketi. Nel discorso in cui ha annunciato l'acquisizione, Pravin Gordhan, il ministro delle Imprese pubbliche, ha rivelato che SAA riceverà un aumento degli investimenti di 3 miliardi di Rand dai nuovi partner. Nel mese di luglio cessava l'attività della sussidiaria Mango.
In un'intervista del 26 novembre 2021, Gordhan ha ribadito che il governo sudafricano prevede di completare la transazione con il Takatso Consortium nel 2022, nonostante la pandemia di COVID-19 in corso.
Nell'ottobre 2022, SAA ha ampliato la sua flotta con due Airbus A320-200 aggiungendo nuove rotte da Johannesburg a Victoria Falls, Zimbabwe, Malawi e Windhoek, Namibia.

## Identità aziendale

### Quartier generale
South African Airways ha sede ad Airways Park sui terreni dell'OR Tambo International Airport a Kempton Park, Ekurhuleni, Gauteng. L'edificio è stato ideato dalla Stauch Vorster Architects. Completato nel marzo 1997 per 70 milioni di rand, l'attuale edificio della sede centrale di 27.000 metri quadrati si collega a tre edifici più vecchi.
South African Airways trasferì la sua sede principale da Durban all'aeroporto Rand di Germiston il 1º luglio 1935. Prima che si spostasse nella posizione attuale, il quartier generale era posizionato nelle Airways Towers a Johannesburg.

### Pratiche anticoncorrenziali
Il 5 giugno 2007 è stato annunciato che SAA aveva versato 55 milioni di rand alla Commissione per la concorrenza del Sudafrica a causa di comportamenti anticoncorrenziali come la fissazione dei prezzi. Questa multa era in aggiunta a un'altra da 45 milioni di rand pagata dalla SAA il 31 maggio 2006 come sanzione per i tentativi di impedire agli agenti di viaggio di trattare con vettori aerei rivali.
Molte altre società come Flitestar, SunAir e Nationwide erano fallite perché non potevano competere con SAA, finanziata dallo stato. "La rinazionalizzazione statale dell'industria continuerà a essere distruttiva per una concorrenza libera e leale". La società ha affermato che era "bizzarro" che i proventi della sua imposta sul reddito, tasse sul carburante, IVA, dazi all'importazione e altri prelievi governativi fossero poi stati versati a un concorrente statale.

### Controversie sul razzismo
SAA è stata accusata di razzismo per aver rifiutato cadetti bianchi per motivi di razza, che comunque soddisfacevano i criteri educativi e fisici. Compilando diverse richieste fittizie, i giornalisti del quotidiano Beeld riuscirono a stabilire che il modulo online era stato programmato per rifiutare qualsiasi candidato bianco. Il sindacato sudafricano Solidarity ha avviato un'azione legale contro SAA con conseguente revoca di tale politica.

### Controversie sulla corruzione
Durante l'amministrazione di Jacob Zuma il consiglio di amministrazione fu implicato in una serie di controversie relative alla corruzione. I più degni di nota erano le accuse di corruzione o attività irregolari dell'allora direttore non esecutivo e nominato da Zuma Dudu Myeni, che furono ampiamente accusati di aver posto la compagnia in gravi difficoltà finanziarie.

### Sciopero del 2019
South African Airways è stata colpita da un'azione di sciopero dei sindacati a partire dal 15 novembre 2019 con un accordo raggiunto il 22 novembre 2019. Secondo quanto riferito, l'azione di sciopero è costata alla compagnia aerea 50 milioni di rand al giorno.

## Cabina

### Business
I posti in business class degli Airbus A330-200 e A330-300 di South African Airways hanno rispettivamente un passo di 73 "e 75", mentre quelli degli Airbus A340-300 e A340-600 sono rispettivamente di 73 "e 74"; in una configurazione 2-2-2 in entrambi i tipi. I passeggeri ricevono un pacchetto di benvenuto, un piumone e un cuscino; è inoltre presente un monitor touchscreen personale con audio/video on demand. South African Airways gestisce l'Airbus A319 e l'Airbus A320-200 sulle rotte nazionali e regionali. I posti di classe business dell'A319 di South African Airways hanno un passo di 36" in una configurazione 3-2, mentre sull'A320 hanno un passo di 39" in una configurazione 2-2.

### Economy
I sedili di classe economica sugli Airbus A330 e A340 hanno un passo di 32" in una configurazione 2-4-2. I passeggeri ricevono un pacchetto di benvenuto, una coperta, un cuscino e hanno a disposizione un monitor touchscreen personale con audio/video on demand. I posti in classe economy degli Airbus A319 e A320 hanno un passo di 31".

## Servizi

### Programma Frequent-flyer
Voyager è il programma frequent flyer di South African Airways. Oltre a South African Airlink ed Eswatini Airlink, che hanno un'alleanza con SAA, il programma è condiviso anche con altre 32 compagnie aeree. Voyager è composto da cinque livelli: blu, argento, oro, platino e platino a vita. Per raggiungere un livello superiore, i membri devono volare su voli selezionati per assegnare "miglia di livello". Questo differisce da "Base Miles", che i membri possono utilizzare solo per ricevere premi.

## Destinazioni
South African Airways vola verso 20 destinazioni in 17 paesi in Africa, Europa, Nord America, Sud America, Asia e Australasia. La compagnia aerea ha una forte presenza nell'Africa meridionale. In Sudafrica, SAA opera in cinque città, tuttavia la compagnia aerea ha una vasta rete nazionale e regionale attraverso i suoi partner affiliati come Mango, Airlink e, in precedenza, South African Express, chiusa nel 2020 a causa della crisi.

### Accordi commerciali

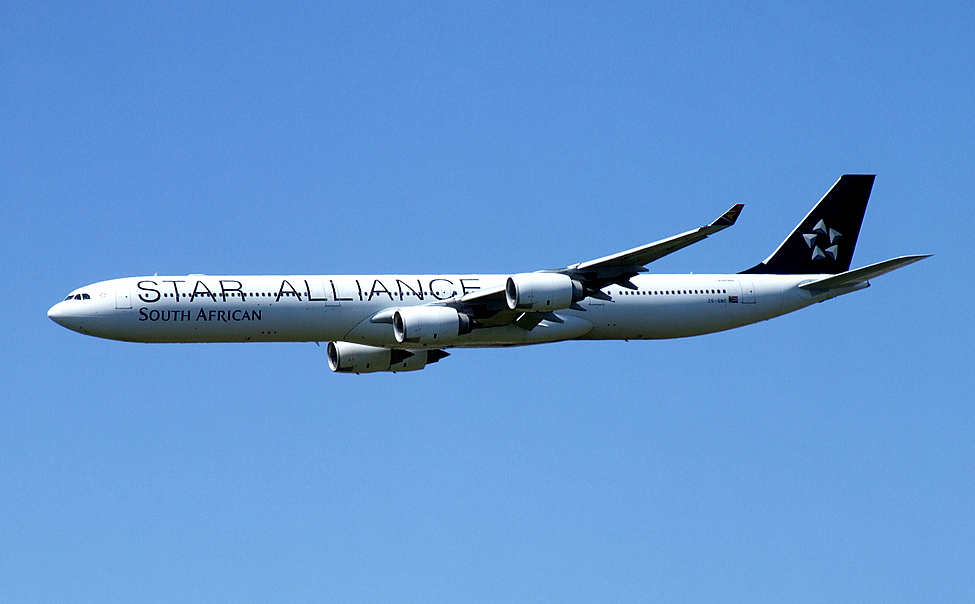
Airbus A340-600 in livrea Star Alliance.

Al 2022 South African Airways ha accordi di code-share con le seguenti compagnie:
- Africa World Airlines
- Air Canada
- Air China
- Air Mauritius
- Air New Zealand
- Air Seychelles
- All Nippon Airways
- Asiana Airlines
- EgyptAir
- Emirates
- Ethiopian Airlines
- Gol Linhas Aéreas
- JetBlue
- Kenya Airways[82]
- LAM Mozambique Airlines
- Lufthansa
- RwandAir
- Scandinavian Airlines
- Singapore Airlines
- SWISS
- TAAG Angola Airlines[83]
- TAP Air Portugal
- United Airlines
- Virgin Australia

### Alleanze
Nel aprile 2006 South African Airways è entrata a far parte di Star Alliance.

## Flotta

### Flotta attuale

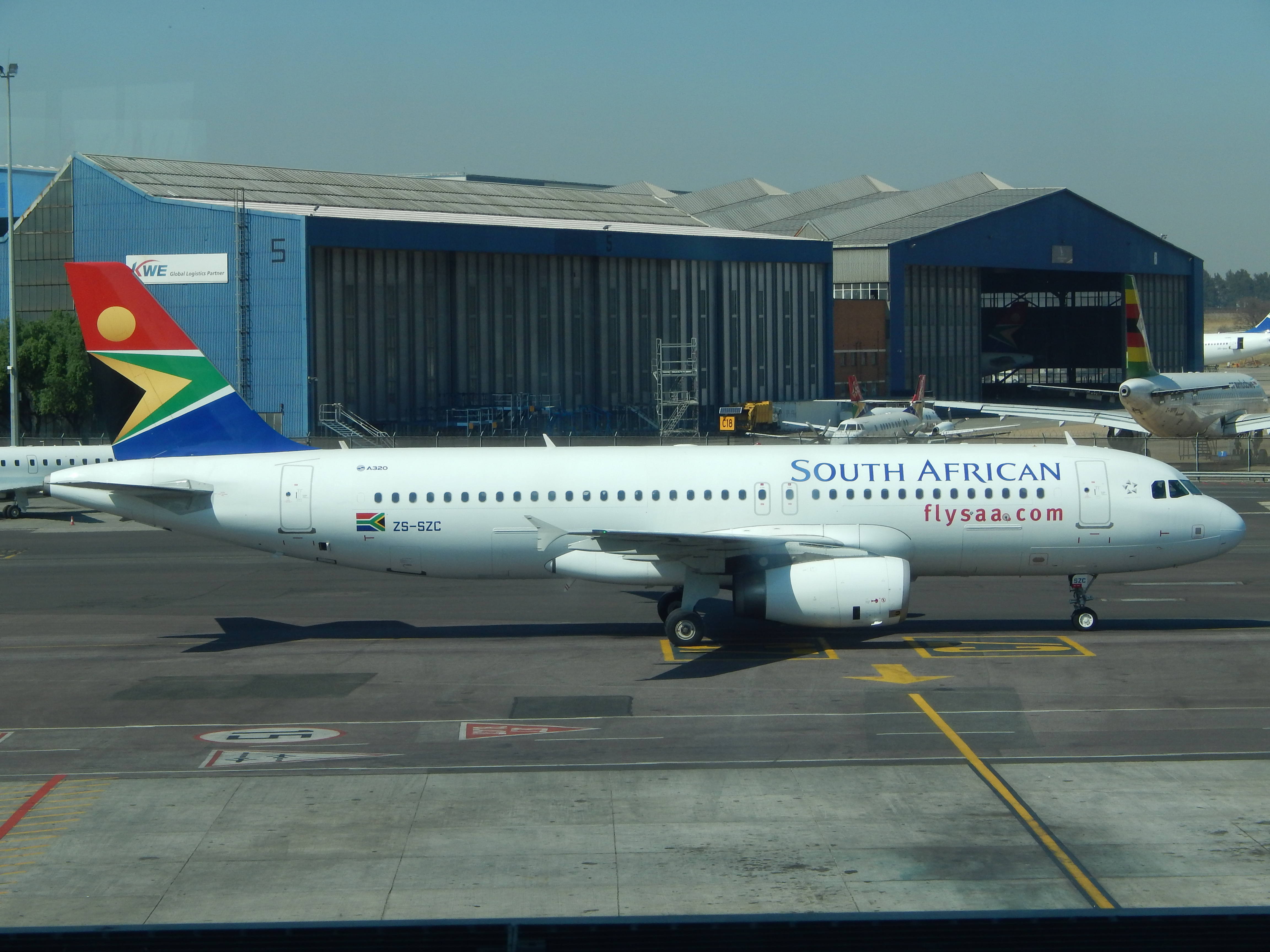
Un Airbus A320-200.

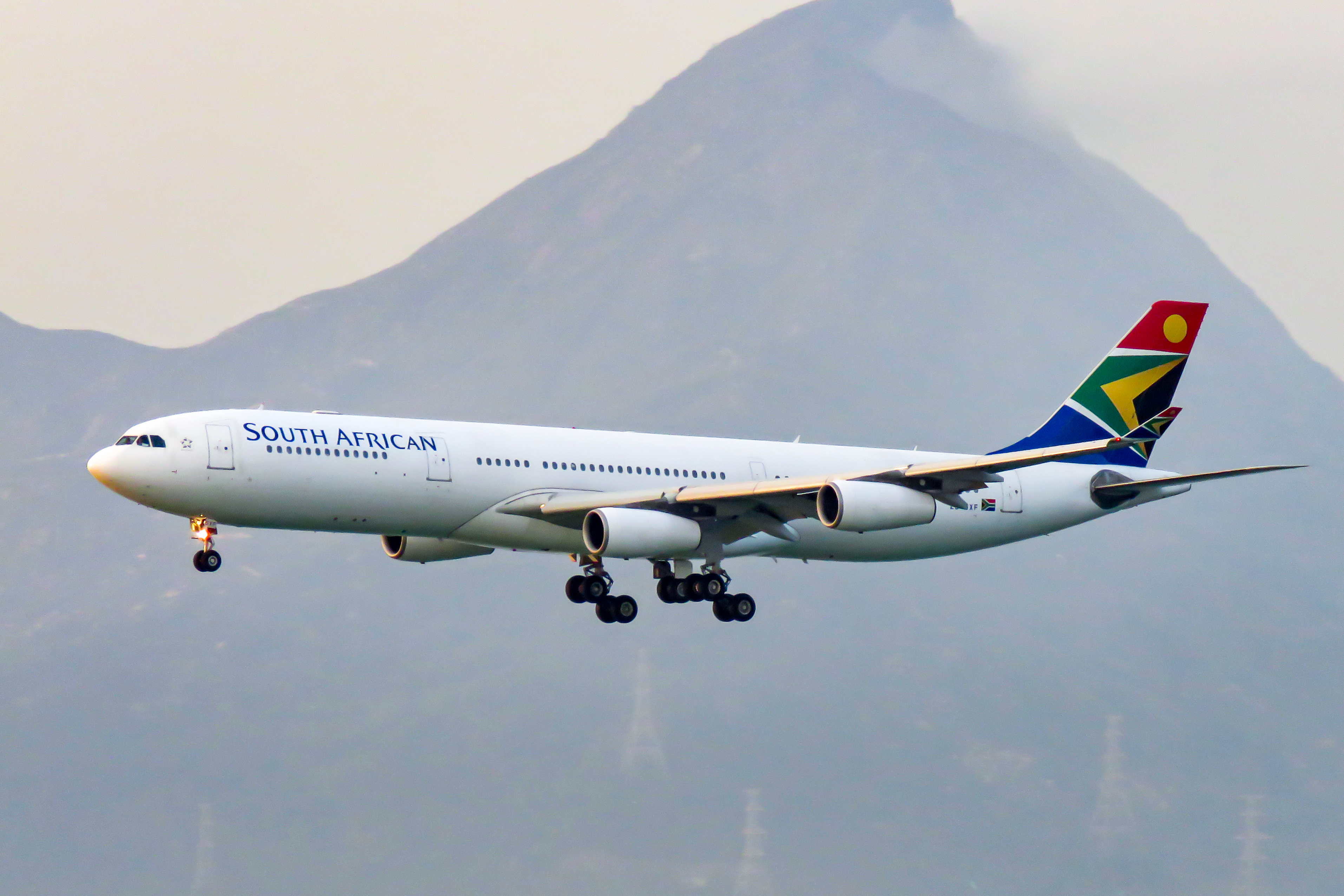
Un Airbus A340-300.

Ad aprile 2025 la flotta di South African Airways è così composta:

### Flotta storica

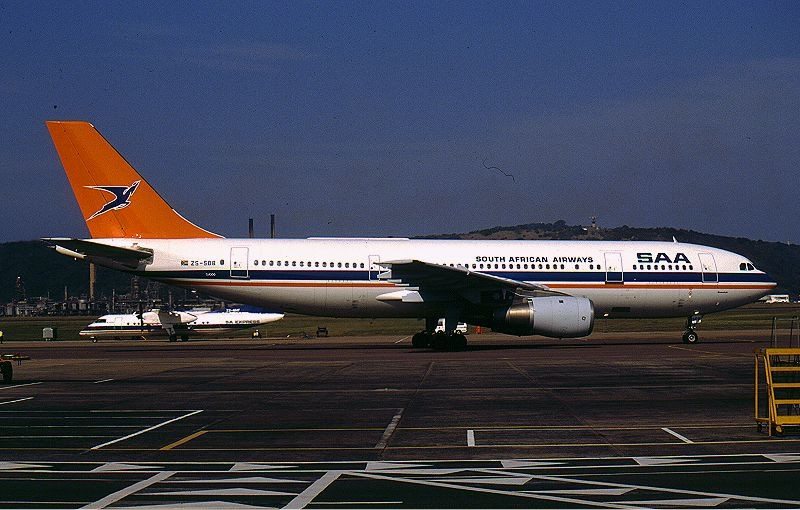
Un Airbus A300.

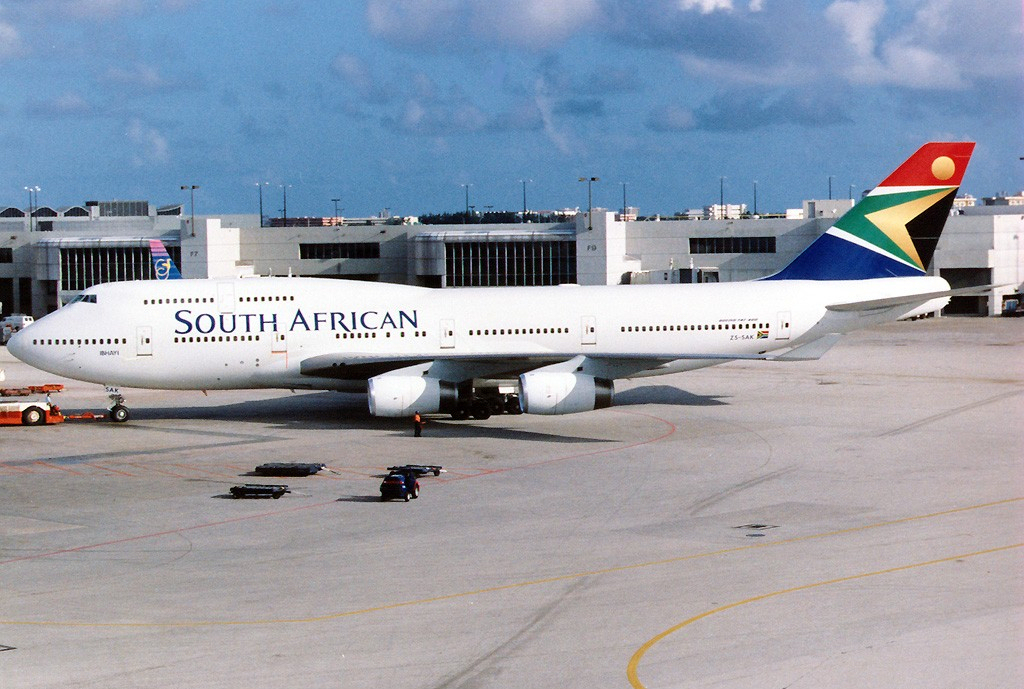
Un Boeing 747-400.

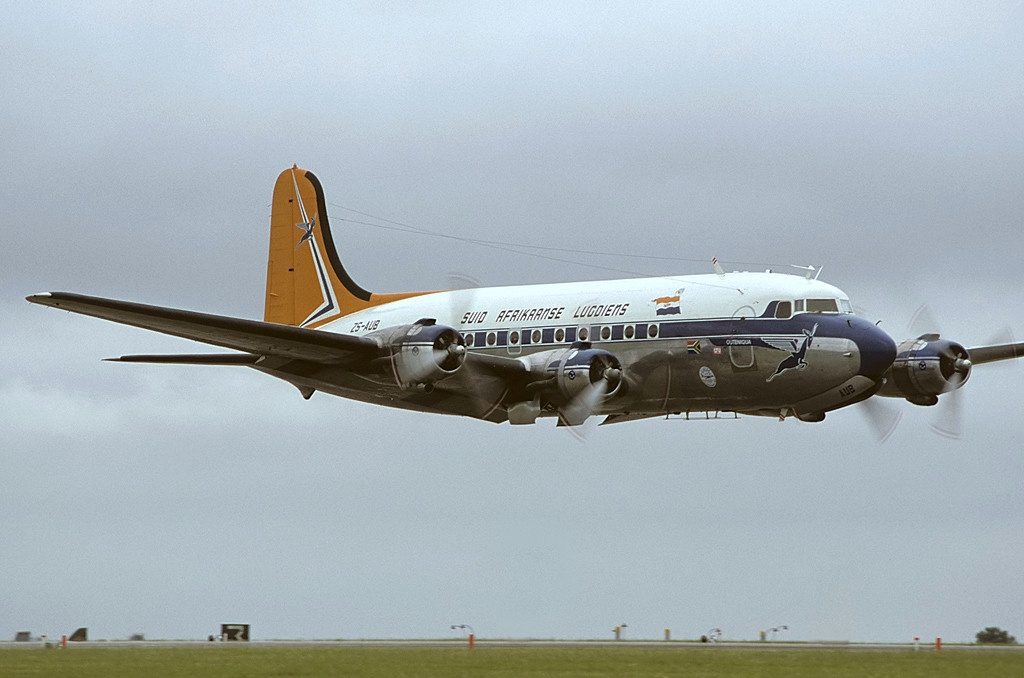
Un Douglas DC-4.

Nel corso degli anni, South African Airways ha operato con i seguenti modelli di aeromobili:

## Incidenti
- Il 28 marzo 1941, un Lockheed L-18 Lodestar, marche ZS-AST, si schiantò su una montagna in condizioni di scarsa visibilità, provocando la morte di tutti i 10 a bordo.[89]
- Il 15 ottobre 1951, un C-47 Dakota, marche ZS-AVJ, si schiantò su una montagna, provocando la morte di tutti i 17 a bordo.[90]
- L'8 aprile 1954, il volo South African Airways 201, un De Havilland DH.106 Comet, precipitò intorno alle 19:07 UTC, sulla tratta Roma-Il Cairo, provocando la morte di tutti gli occupanti. Il volo era operato come volo charter dalla British Overseas Airways Corporation (BOAC) utilizzando l'esemplare di marche G-ALYY, con un equipaggio della South African di sette persone.[91]
- Il 6 marzo 1962, il volo South African Airways 512, un C-47 Dakota di marche ZS-DJC, precipitò al suolo dopo aver impattato contro alcuni alberi di una collina, mentre effettuava un passaggio in una zona dove era presente nebbia fitta. Ci furono due vittime.[92]
- Il 13 marzo 1967, il volo South African Airways 406, un Vickers 818 Viscount, si schiantò in mare durante l'avvicinamento a East London, in Sudafrica. Tutti i 25 passeggeri e l'equipaggio a bordo persero la vita. La causa dell'incidente non è mai stata determinata. Tuttavia, il rapporto sull'incidente aereo ipotizzava, senza prove a sostegno, che il comandante dell'aereo avesse subito un infarto durante l'avvicinamento e il primo ufficiale non fosse stato in grado di riprendere il controllo dell'aereo. Come lo schianto del volo 295 avvenuto due decenni dopo, c'era, ed è ancora, una grande contesa sulla causa ultima.[93]
- Il 20 aprile 1968, il volo South African Airways 228, un Boeing 707-300C, si schiantò a terra subito dopo il decollo dopo uno scalo a Windhoek, nell'Africa Sud-Occidentale (l'attuale Namibia), il 20 aprile 1968. Cinque passeggeri sopravvissero, mentre le altre 123 persero la vita. L'indagine successiva stabilì che l'incidente era attribuibile in gran parte a un errore del pilota; successivamente, Boeing riconobbe anche la mancanza di un sistema di allarme di prossimità al suolo nel suo aeromobile. Al 2021, l'incidente è il peggior disastro aereo mai avvenuto in Namibia.[94]
- Il 28 novembre 1987, il volo South African Airways 295, un Boeing 747-200BM, subì un catastrofico incendio nella stiva durante la fase di crociera, si disintegrò a mezz'aria e precipitò nell'Oceano Indiano ad est di Mauritius, provocando la morte di tutti i 159 a bordo. Un'ampia operazione di salvataggio venne effettuata per cercare di recuperare le scatole nere, una delle quali fu trovata ad una profondità di 4 900 metri (16 100 ft).[95]